# Michihiro Tsuruta
Michihiro Tsuruta (鶴田 道弘?, Tsuruta Michihiro; Prefettura di Aichi, 4 gennaio 1968) è un ex calciatore giapponese, di ruolo centrocampista.